# Ordine al merito culturale (Monaco)
L'Ordine al Merito Culturale del Principato di Monaco è una decorazione cavalleresca istituita nel principato di Monaco il 31 dicembre 1952 dal principe Ranieri III.
Esso viene concessa per ricompensare i cittadini monegaschi del principato che si fossero particolarmente distinti nelle arti, nelle lettere e nelle scienze, esaltando internazionalmente la patria d'origine. Successivamente tale onorificenza venne estesa anche a quegli stranieri che avessero conseguito i medesimi obbiettivi e portando fama al principato.

## Classi
L'Ordine dispone delle seguenti classi di benemeranza:
- Commendatore
- Ufficiale
- Cavaliere

| Nastri    |           |              |
| Cavaliere | Ufficiale | Commendatore |

## Insegne
- La medaglia dell'ordine consiste in una medaglia ovale in oro cerchiata da una corona d'alloro e sormontata dalla corona principesca. Al centro, un medaglione riporta le iniziali affrontate del reggente dello stato, circondate dalla scritta Principauté de Monaco e dalla data di fondazione dell'ordine, 1952.
- Il nastro dell'ordine è rosso con una piccola serie di losanghe bianche su una fila poste in centro alla fascia.